# Agrigento Centrale
Agrigento Centrale (włoski: Stazione di Agrigento Centrale) – stacja kolejowa w Agrigento, na Sycylii, we Włoszech. Znajdują się tu 3 perony.